# Брага (город)
Бра́га (порт. Braga, [ˈbɾagɐ], лат. Bracara Augusta) — город в Португалии, центр одноимённого округа и муниципалитета. Находится в составе крупной городской агломерации Большое Минью. Численность населения по данным на 2023 год — 201 583 жителей (муниципалитет). Город и муниципалитет входит в экономико-статистический регион Северный регион и субрегион Каваду. По старому административному делению входил в провинцию Минью.
Городской праздник — День Иоанна Крестителя (24 июня).

## Расположение
Город расположен в 321 км на север от столицы Португалии города Лиссабона на реке Эшти (Восточная), примерно в 50 км от Порту и в 75 км от границы с Испанией (в районе города Туй).
Муниципалитет граничит:
- на севере — муниципалитет Амариш
- на северо-востоке — муниципалитет Повуа-ди-Ланьозу
- на юго-востоке — муниципалитет Гимарайнш
- на юге — муниципалитет Вила-Нова-ди-Фамаликан
- на западе — муниципалитет Барселуш
- на северо-западе — муниципалитет Вила-Верди

## История
Древнейшие поселения в районе современной Браги датируются эпохой мезолита. В древнейших письменных источниках (III век до н. э.) указывается, что территория между реками Дору и Каваду была заселена кельтами, а точнее племенем бракаров. В 14 году н. э. римляне основали на месте древнего кельтского поселения город, который назвали Бракара Августа (лат. Bracara Augusta), в честь императора Октавиана Августа. Бракара Августа стала узловой точкой, где сходились пять знаменитых римских дорог, а также столицей римской провинции Галлеция (к северу от реки Дору). С падением Римской империи Брага осталась под властью свевов, в течение 175 лет оставаясь политической и интеллектуальной столицей их государства. В дальнейшем город более 300 лет находился под владычеством вестготов, затем в 715 году был завоёван маврами. Последние вскоре вынуждены были подчиниться власти португальского короля Альфонсо (Афонсу) III из бургундской династии. Кастильским королём Альфонсо VI Брага была отдана в качестве приданого его дочери Терезе по случаю её свадьбы с графом Генрихом Бургундским. Его сын, Афонсу I, стал первым королём Португалии.
Брага, город с 2250-летней историей, один из старейших христианских городов, кроме того, считается ведущим центром теологических изысканий в Португалии и гордится титулом «Город архиепископов».
В местной епархии наряду с обычным латинским обрядом проводятся службы по особому брагскому обряду, одному из Западных литургических обрядов.
В Браге расположен один из двух кампусов Университета Минью (порт. Universidade do Minho) — высшего учебного заведения, основанного в 1973 году. Второй кампус находится в Гимарайнше.
После Португальской революции 1974 года Брага стала одним из главных центров антикоммунистических сил. Католическая семинария архиепархии превратилась в оперативно-политическую базу консервативного сопротивления, ультраправого подполья и массовых протестов. 10 августа 1975 года в соборе Браги выступил архиепископ Франсишку Мария да Силва, после чего тысячи прихожан атаковали местную штаб-квартиру компартии. В Браге и её окрестностях произошли многие столкновения Жаркого лета.
В 2009 году президентом муниципалитета Браги на выборах органов местной исполнительной власти в девятый раз подряд был избран Мешкита Машаду, член португальской Социалистической партии. Он был впервые избран на эту должность в 1976 году на первых демократических выборах, и на момент 2009 года Мешкита Машаду дольше всех политиков в стране (более тридцати лет) находился на своём посту. Однако по новому законодательству страны, выборы 2009 года стали последними, на которых он мог претендовать на пост президента муниципалитета Браги. Новым мэром Браги в октябре 2013 года был избран социал-демократ Рикарду Риу, переизбран на второй срок в 2017 году.
К серьёзному политическому конфликту привело в 2013 году решение городских властей установить в Браге памятник канонику Эдуарду Мелу — лидеру правого сопротивления середины 1970-х годов, которого в левых кругах считают ответственным за многочисленные акты политического насилия.

## Районы
| - Адауфе - Аркуш - Арентин - Авеледа - Кабрейруш - Селейрош - Сивидаде - Крешпуш - Кунья - Думе - Эшкудейруш - Эшпинью - Эшпоройнш - Феррейруш - Фигейреду - Фраделуш | - Фрайан - Фроссуш - Гондизалвеш - Гуалтар - Гизанде - Ламасайнш - Ламаш - Ломар - Максиминуш - Мире-де-Тибайнш - Моррейра - Наварра - Ногейра - Ногейро - Падин-да-Граса - Палмейра | - Панояш - Парада-де-Тибайнш - Педралва - Позада - Пришкуш - Реал - Руилье - Санта-Лукресия-де-Алжериш - Санту-Эштеван-ду-Пенсу - Сан-Жуан-ду-Соту - Сан-Жозе-де-Сан-Лазару - Сан-Жулиан-душ-Пассуш - Сан-Мамеде-де-Эште - Сан-Пайю-де-Мерелин - Сан-Педру-де-Эште | - Сан-Педру-де-Мерелин - Сан-Педру-де-Оливейра - Сан-Висенте - Сан-Висенте-ду-Пенсу - Сан-Витор - Се - Семелье - Секейра - Собрепошта - Тадин - Тебоза - Тенойнш - Трандейраш - Виласа - Вимиейру |

## Климат
| Показатель                                       | Янв.  | Фев.  | Март  | Апр.  | Май   | Июнь | Июль | Авг. | Сен. | Окт.  | Нояб. | Дек.  | Год    |
| ------------------------------------------------ | ----- | ----- | ----- | ----- | ----- | ---- | ---- | ---- | ---- | ----- | ----- | ----- | ------ |
| Абсолютный максимум, °C                          | 24,0  | 23,5  | 29,5  | 31,0  | 35,5  | 38,5 | 38,5 | 39,5 | 38,5 | 33,5  | 28,5  | 24,1  | 39,5   |
| Средний суточный максимум, °C                    | 13,7  | 14,8  | 17,6  | 18,3  | 21,1  | 25,4 | 27,8 | 28,0 | 25,5 | 20,9  | 16,8  | 14,4  | 20,4   |
| Средняя температура, °C                          | 9,0   | 9,9   | 12,3  | 13,2  | 15,8  | 19,5 | 21,4 | 21,4 | 19,4 | 15,9  | 12,3  | 10,2  | 15,0   |
| Средний суточный минимум, °C                     | 4,3   | 4,9   | 7,0   | 7,9   | 10,4  | 13,5 | 14,9 | 14,7 | 13,2 | 10,8  | 7,7   | 6,0   | 9,6    |
| Абсолютный минимум, °C                           | −6,4  | −4,5  | −5    | −1,2  | −0,5  | 3,3  | 7,5  | 6,7  | 3,8  | 2,5   | −1,7  | −2,5  | −6,4   |
| Норма осадков, мм                                | 176,4 | 114,8 | 121,6 | 130,8 | 112,9 | 48,6 | 22,0 | 34,0 | 81,7 | 191,7 | 193,9 | 220,2 | 1448,6 |
| Источник: Instituto de Meteorologia, IP Portugal |       |       |       |       |       |      |      |      |      |       |       |       |        |

## Достопримечательности
Достопримечательностями города являются старинный замок, собор, построенный свевами, очень богатый драгоценностями, архиепископский дворец. Об эпохе римлян напоминают развалины римских терм и амфитеатра, жилых кварталов и некоторые другие объекты, сохранённые в границах современных зданий.
На восток от центра города находится знаменитая португальская святыня, церковь Бон Жезуш ду Монте. На восточной окраине, на горе, открывающей панораму Браги — базилика Богоматери Самейру, первая в Португалии церковь, посвящённая Непорочному зачатию Девы Марии.

## Спорт
В Браге базируется одноимённая футбольная команда, также известная как «Спортинг де Брага». Она была основана в 1921 году и выступает в высшем дивизионе португальского футбола, Лиге NOS. «Брага» играет на стадионе Брага Мунисипал, построенном в нише, которая была вырублена в скале Монте Каштру в северо-западной части города.

## Города-побратимы
- Клермон-Ферран, Франция
- Пюто, Франция
- Рио-де-Жанейро, Бразилия
- Санту-Андре, Бразилия
- Сан-Николау, Кабо-Верде
- Биссоран[порт.], Гвинея-Бисау
- Асторга, Испания
- Рен, Франция
- Тур, Франция